# 1859 en photographie
| Années de la photographie : 1856 - 1857 - 1858 - 1859 - 1860 - 1861 - 1862    |
| Décennies de la photographie : 1820 - 1830 - 1840 - 1850 - 1860 - 1870 - 1880 |

Cet article présente les faits marquants de l'année 1859 en photographie.

## Événements
- La Société française de photographie, après plusieurs années de tentatives vaines, obtient de tenir sa troisième exposition annuelle au Palais de l'Industrie sur les Champs-Élysées à Paris, en même temps que le prestigieux Salon de peinture[1],[2] ; cette reconnaissance des capacités artistiques de la photographie suscite des réactions contrastées, de Louis Figuier qui salue cette initiative[3] à Charles Baudelaire qui se livre à une violente attaque dans son article « Le public moderne et la photographie » publié dans La Revue française, où il dénie à la photographie toute prétention possible au statut d’art[4],[5].
- 21 juin : René Dagron, photographe et inventeur français, fait breveter un procédé de microfilm[6].
- Étienne Poulenc, pharmacien et chimiste, et son beau-frère Léon Wittmann commercialisent des réactifs chimiques sous la marque « Poulenc et Wittmann » (« P. W. »), fabriqués dans leur atelier d'Ivry-sur-Seine ; ils y  produisent des sels de fer et d'antimoine ainsi que de nombreux produits nécessaires à la confection et au traitement des plaques photographiques au gélatino-bromure d'argent : acétate de sodium, citrate de fer et d'ammonium[7].
- La photographe Louise Laffon installe un atelier photographique à son nom au 93 boulevard Beaumarchais à Paris[8].
- François Willème met au point la technique de la photosculpture en France ; il en dépose le brevet le 14 août 1860[9].
- Le photographe suisse Pierre Rossier, commissionné depuis 1856 par l'entreprise Negretti & Zambra pour photographier la seconde guerre de l'opium, arrive au Japon ; son séjour de deux années, jusqu'en 1860, y introduit des méthodes professionnelles de photographie[10].
- Le photographe français Camille Silvy, installé à Londres, devient membre de la Royal Photographic Society.

## Photographies notables

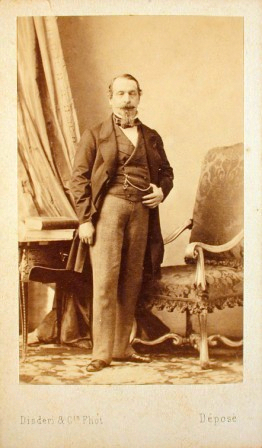
Eugène Disdéri, Napoléon III, format carte de visite, tirage sur papier albuminé.

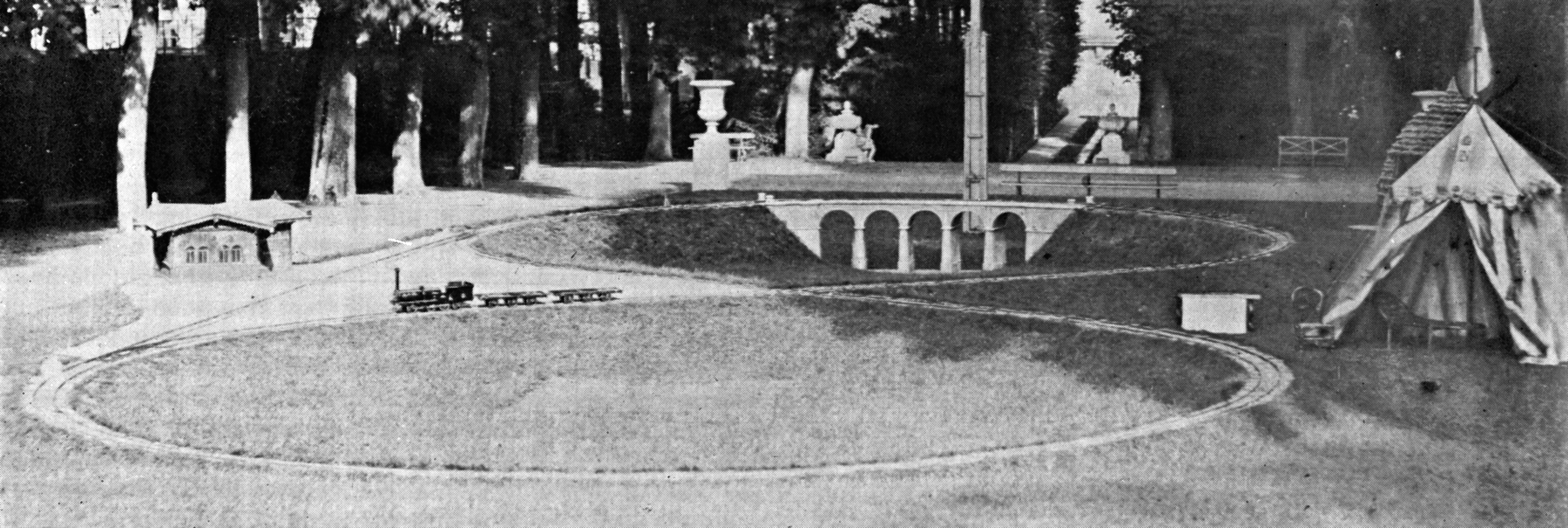
Charles-Louis Michelez, Le chemin de fer du Prince impérial.

- Jules Couppier prend la première photographie connue de cadavres de soldats après la bataille de Melegnano le 8 juin 1859 lors de la seconde guerre d'indépendance italienne[11].

- Eugène Disdéri fait le portrait de l'empereur Napoléon III au format portrait carte-de-visite[12].

- 25 juillet : Louis Charles Raoul de La Barre de Nanteuil, dit le comte de Vernay, qui s'est installé à Séville en Espagne, prend les premières photographies conservées d'une corrida qui s'est déroulée à El Puerto de Santa María dans la province de Cadix[13].

- 4 août : Camille Dolard, photographies post-mortem du curé d'Ars[14].

- Charles-Louis Michelez, Le chemin de fer du Prince impérial, publiée dans Le Monde illustré[15], considérée comme la première photographie au monde d'un modèle de chemin de fer.

## Livres de photographies
- Adolphe Braun, L'Alsace photographiée, Dornach (Haut-Rhin), 2 albums de 61 et 59 photographies positives sur papier albuminé, d'après des négatifs sur verre au collodion ; 54 x 67 cm ; l'ouvrage est dédié à Napoléon III[16],[17].
- Jules Janin, Rachel et la tragédie ... Ouvrage orné de dix photographies représentant Mlle Rachel dans ses principaux rôles, Paris, Amyot, [4]-528 p., [10] f. de planches : 10 photographies originales de Henri de La Blanchère[18].
- Début de la publication en 5 livraisons de Trésors d'art de la Russie ancienne et moderne, texte de Théophile Gautier, avec 60 photographies de Saint-Pétersbourg prises par Pierre-Ambroise Richebourg lors d'un voyage en Russie en compagnie de Gautier en 1859, Paris, Gide, 1859-1861[19].

## Études, essais, articles
- Henri de la Blanchère, L'Art du photographe, comprenant les procédés complets sur papier et sur glace, négatifs et positifs, Paris, Amyot, IV-280 p. (Lire en ligne).
- Désiré van Monckhoven, Répertoire général de photographie pratique et théorique, contenant les procédés sur plaque, sur papier, sur collodion sec et humide, sur albumine, etc., Paris, A. Gaudin, 352 p.
- William Henry Fox Talbot, Procédés anglais pour la photographie positive sur verre, papier et toile cirée. Suivis d'une notice concernant le coloris sur verre et toile cirée, les accidents et non réussites photographiques, Paris, A. Ninet, 16 p.

## Naissances

Eugène Trutat, Le Capitole de Toulouse, photographie sur plaque négative au collodion humide, positif numérique.

- 1er janvier : George Shiras, homme politique et photographe naturaliste américain, mort le 24 mars 1942.
- 10 février : Benedicte Wrensted, photographe danoise puis américaine, connue pour ses photographies  d'Amérindiens de l'Idaho, morte le 19 janvier 1949.
- 16 février : Sophus Juncker-Jensen, photographe danois, mort le 16 octobre 1940.
- 17 février : T. Enami, photographe japonais, mort le 16 avril 1929.
- 6 mars : Louis Boutan, biologiste et photographe français, mort le 6 avril 1934.
- 28 juin : Pierre Bernard, médecin, professeur d'université et photographe français, mort le 3 mars 1899.
- 1er juillet : DeLancey W. Gill, peintre paysagiste et photographe américain, mort le 31 août 1940.
- 7 juillet : Robert Demachy, directeur de banque, photographe et théoricien de la photographie français, mort le 29 décembre 1936.
- 22 juillet : Charles Bernhoeft, photographe luxembourgeois, mort le 7 février 1933.
- 30 juillet : Gustave Popelin, peintre et photographe français, mort en février 1937.
- 4 août : Moritz Nähr, photographe autrichien, mort le 29 juin 1945
- 15 août : John Watt Beattie, photographe britannique, puis australien, mort le 24 juin 1930, mort le 24 juin 1930.
- 28 août : Vittorio Sella, alpiniste et photographe italien, mort le 12 août 1943.
- 9 septembre : Charles-François Jeandel, photographe français, mort en 1942.
- 12 octobre : Jules Sylvestre, photographe français, mort le 21 janvier 1936.
- 24 décembre : Gaston Bouzanquet, photographe français, mort le 16 janvier 1937.
- 24 décembre : Johannes Anthonius Moesman, lithographe et photographe néerlandais, mort le 9 janvier 1937.
- Date précise non renseignée ou inconnue :
  - Giovanni Crupi, photographe italien, mort en 1925.
  - Émile Fontaine, alpiniste et photographe français, mort en 1946.
  - Ebenezer Teichelmann, chirurgien, alpiniste et photographe néo-zélandais spécialisé dans la photo de montagne, mort le 20 décembre 1938.

## Décès
- 23 janvier : Jean-Jacques Heilmann, photographe français, né le 4 septembre 1822.
- 21 novembre : Charles Chevalier, ingénieur-opticien français, fabricant d'objectifs photographiques, qui a travaillé à l'amélioration du procédé photographique, né le 19 avril 1804.